# Барковская, Капитолина Григорьевна
Капитолина Григорьевна Барко́вская (28 июля 1920, Доронино, Омская губерния — 18 декабря 2010, Омск) — советская и российская театральная актриса. Заслуженная артистка РСФСР (1956). Лауреат Государственной премии РСФСР им. К. С. Станиславского (1985).

## Биография
На профессиональную сцену пришла из самодеятельности - театрального коллектива работников золотодобывающей промышленности Алдана (Якутская АССР).
В 1936—1946 годах работала в драматических театрах Алдана, Моздока, Элисты, Читы,
В 1946—1956 годы — актриса Омского ТЮЗа. Среди ролей; Беатриче («Слуга двух господ» К. Гольдони), Джема («Овод» Э. Войнич), Агафья Тихоновна («Женитьба» Н. Гоголя) и другие.
В 1956—1993 годы — одна из ведущих актрис Омского академического театра драмы. В её репертуаре как характерные, так и драматические роли: Ксения («В старой Москве» В. Пановой), Монахова («Варвары» М. Горького), пани Завальска («Сверчок» Т. Кожушника), Ракитина («Дали неоглядные» Н. Вирты), тётя Тони («Проснись и пой» М. Дьярфаша), Королева Елизавета («Мария Стюарт» Ф. Шиллера), Регана («Король Лир» У. Шекспира), Анна («Прошлым летом в Чулимске» А. Вампилова), Вера Сергеевна («Энергичные люди» В. Шукшина), Зыбкина («Правда — хорошо, а счастье — лучше» А. Островского), Алла Васильевна («С вечера до полудня» В. Розова), Кукушкина («Доходное место» А. Островского)., Морозова («У войны — не женское лицо» С. Алексиевич).
В 1994—2004 годы — на сцене Омского государственного драматического «Пятого театра». Играла в спектаклях «Фиктивный брак» В. Войновича, «Светит, да не греет» А. Н. Островского.
Исполнила главную роль Марии Морозовой в фильме-телеспектакле Геннадия Тростянецкого и Ольги Соковых «У войны — не женское лицо» (1988).
Как режиссёр возглавляла любительский драматический коллектив медицинского института.
В 1970-е годы избиралась депутатом Омского городского совета шести созывов, возглавляла комиссию по культуре.
Скончалась 18 декабря 2010 года на 91-м году жизни. Похоронена в Омске на Старо-Северном кладбище.

## Театральные работы

### Омский драматический театр
- Ксения - «В старой Москве», В. Панова (реж. С. Владычанский);
- Пани Завальска, владелица галантерейной лавочки – «Сверчок», Т. Кожушник (реж. И. Копытман);
- Нина Сергеевна – “Четыре капли”, В. Розов (реж. В. Тумилович)
- Клава – «Хочу быть честным», В. Войнович (реж. И. Копытман);
- Калугина Людмила Прокофьевна – «Сослуживцы», Э. Рязанов, Э. Брагинский (реж. Я, Киржнер, А. Хайкин);
- Рябинина – «Человек со стороны», И. Дворецкий (реж. Я. Киржнер);
- Звягинцева – «Ясная Поляна», Д. Орлов (реж. Я. Киржнер);
- Хозяйка – «Преступление и наказание», Ф. Достоевский (реж. Я. Киржнер);
- Кукушкина - «Доходное место», А. Островский (реж. А. Хайкин);
- Людмила Петровна – «Проходной балл», В. Константинов, Б. Рацер (реж. Л. Шварц);
- Алла Васильевна – «С вечера до полудня», В. Розов (реж. А. Хайкин);
- Репникова – “Прощание в июне”, А. Вампилов (реж. Л. Шалов)
- Мать Алёши – “Муж и жена снимут комнату”, М. Рощин (реж. Л. Шалов)
- Алена – “Беседы при ясной луне”, В. Шукшин (реж. Н. Мокин)
- Комариха – “Деньги для Марии”, В. Распутин (реж. В. Симановский)
- Вера Сергеевна - «Энергичные люди», В. Шукшин, (реж. Я. Киржнер);
- Анна Васильевна Хороших, мать Пашки, буфетчица – «Прошлым летом в Чулимске», А. Вампилов (реж. А. Хайкин)
- Надежда Монахова - «Варвары», М. Горький, (реж. Ю. Альховский);
- Ракитина - «Дали неоглядные», Н. Вирта, (реж. Ю. Альховский);
- тётя Тони - «Проснись и пой», М. Дьярфаш (реж. Л. Дурасов);
- Королева Елизавета - «Мария Стюарт», Ф. Шиллер, (реж. Ф. Шейн);
- Девица – «Старик» М. Горький (реж. Б. Малкин)
- Воронкова – «Ретро» А. Галин (реж. В. Пази)
- Морозова Мария Ивановна, ефрейтор, снайпер стрелковой дивизии – «У войны не женское лицо», С. Алексиевич (реж. Г. Тростянецкий)
- Зыбкина - «Правда — хорошо, а счастье — лучше», А. Островский (реж. А. Хайкин)
- Марфа Петровна, бригадир-овощевод – «Всего три дня», Н. Анкилов (реж. А. Хайкин);
- Евгения Семеновна – “Тревога”, Н. Анкилов (реж. С. Бульба)
- Обноскина Анфиса Петровна – “Село Степанчиково и его обитатели”, Ф. Достоевский (реж. А. Хайкин)
- Прасковья Маслова – “Солдатская вдова”, Н. Анкилов (реж. Я. Киржнер)
- Гертруда, королева Датская, мать Гамлета – «Гамлет», У. Шекспир (реж. Я. Киржнер);
- Бьюла Биннингс – “Орфей спускается в ад”, Т. Уильямс (реж. А. Хайкин)
- Софья Игнатьнвна – “Смотрите, кто пришел”, В. Арро (реж. Г. Тростянецкий, С. Коромщиков)
- Мать Валентины – «Валентин и Валентина», М. Рощин (реж. А. Хайкин);
- Регана - «Король Лир», У. Шекспир (реж. Г. Тростянецкий).

## Награды и звания
- Государственная премия РСФСР имени К. С. Станиславского (1985) — за исполнение роли Марии Морозовой в спектакле «У войны не женское лицо» С. А. Алексиевич
- Премия «Легенда омской сцены» (2001)
- Орден Трудового Красного Знамени (1971)
- Медаль «За доблестный труд в Великой Отечественной войне 1941—1945 гг.» (1992)